# Kolbuszowa Dolna (gmina)
Kolbuszowa Dolna (od 1949 – de facto od 1944 – Niwiska) – dawna gmina wiejska istniejąca w latach 1934–1948 (de facto 1934–1942) w woj. lwowskim i rzeszowskim (dzisiejsze woj. podkarpackie). Siedzibą władz gminy była Kolbuszowa Dolna.
Gmina zbiorowa Kolbuszowa Dolna została utworzona 1 sierpnia 1934 roku w powiecie kolbuszowskim w woj. lwowskim z dotychczasowych jednostkowych gmin wiejskich: Hucisko, Kolbuszowa Dolna, Kosowy, Niwiska, Nowa Wieś, Przyłęk, Siedlanka, Świerczów i Toporów.
Podczas II wojny światowej w Generalnym Gubernatorstwie (dystrykt krakowski), początkowo w Landkreis Reichshof, gdzie w 1940 roku liczyła 9903 mieszkańców. W 1942 roku zniesiona i podzielona między hitlerowskie twory, gdzie większość miejscowości wysiedlono.:
- SS-Gutsbezirk Truppenübungsplatz Heidelager w Landkreis Debica – Hucisko, Kolbuszowa Dolna (częściowo), Kosowy, Niwiska, Nowa Wieś, Przyłęk, Siedlanka i Świerczów;
- Heeresgutsbezirk Truppenübungsplatz Süd Dęba w Landkreis Debica – Kolbuszowa Dolna (częściowo), Kosowy i Nowa Wieś;
- nowej gminy Kolbuszowa w  Landkreis Reichshof – Kolbuszowa Dolna (częściowo).

Po wojnie reaktywowana w odtworzonym powiecie kolbuszowskim w nowo utworzonym rzeszowskim. 1 stycznia 1949 roku gmina została zniesiona, po czym z jej obszaru utworzono gminę Niwiska z siedzibą w Niwiskach; równocześnie z gminy Niwiska wyłączono: a) gromady Kolbuszowa Dolna i Nowa Wieś, włączajac je do gminy Kolbuszowa Górna, oraz b) gromadę Świerczów, włączajac ją do gminy Cmolas.
Według dochodzeń Stanisława Srokowskiego, gminę Kolbuszowa Dolna zniesiono de facto w 1942 roku, a gminę Niwiska utworzono w 1944 roku.